# Bouillonia denhartogi
Bouillonia denhartogi is een hydroïdpoliep uit de familie Tubulariidae. De poliep komt uit het geslacht Bouillonia. Bouillonia denhartogi werd in 2006 voor het eerst wetenschappelijk beschreven door Svoboda, Stepanjants & Ljubenkov. 